# Sadasivpet
Sadasivpet là một thành phố và khu đô thị của quận Medak thuộc bang Andhra Pradesh, Ấn Độ.

## Nhân khẩu
Theo điều tra dân số năm 2001 của Ấn Độ, Sadasivpet có dân số 35.475 người. Phái nam chiếm 51% tổng số dân và phái nữ chiếm 49%. Sadasivpet có tỷ lệ 63% biết đọc biết viết, cao hơn tỷ lệ trung bình toàn quốc là 59,5%: tỷ lệ cho phái nam là 71%, và tỷ lệ cho phái nữ là 54%. Tại Sadasivpet, 15% dân số nhỏ hơn 6 tuổi.